# 納帕諾克 (紐約州)
納帕諾克（英語：Napanoch）是位於美國紐約州阿爾斯特縣的普查規定居民點。

## 人口
根據2020年美國人口普查的數據，納帕諾克的面積為3.79平方千米，當中陸地面積為3.72平方千米，而水域面積為0.07平方千米。當地共有人口1131人，而人口密度為每平方千米298.42人。